# 帕图-伊基

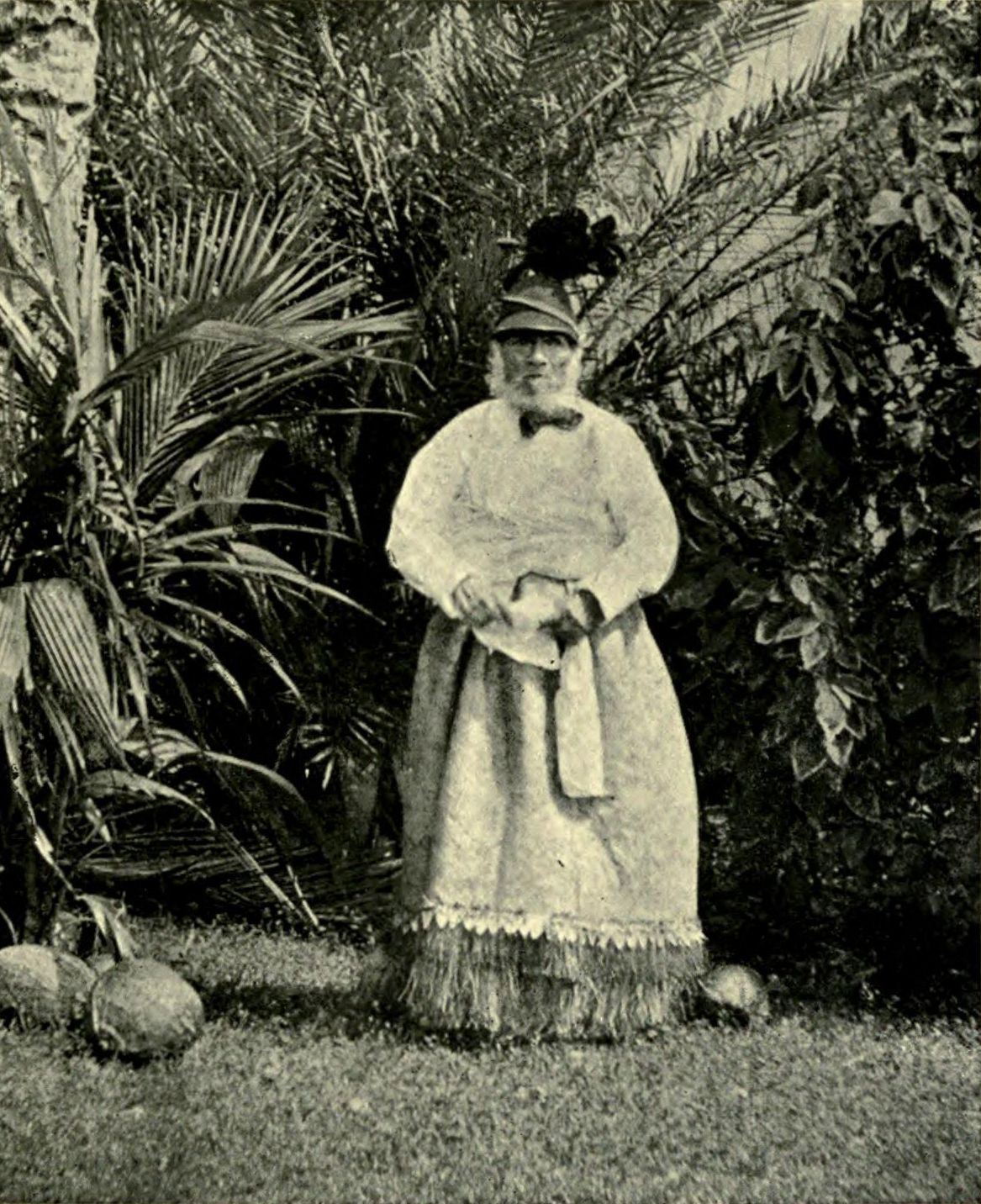
纽埃末任帕图-伊基托吉亚-普鲁-托阿基

帕图-伊基（纽埃语：Patu-iki，意为“酋长中的酋长”）是纽埃历史上的最高领导人的称号。这个职位并不是世袭的，而是由人民从有影响力的家族首领中选举产生。苏格兰-新西兰学者约翰·麦克米伦·布朗曾表示这个职位“纯粹是名义上的”，没有真正的权力。首任帕图-伊基是约1700年就任的普尼-马塔，末任帕图-伊基是托吉亚-普鲁-托阿基，他在1900年将纽埃割让给大英帝国。
纽埃的王权概念可能是因为与萨摩亚和汤加等地的君主制度接触增多而产生。

## 历任帕图-伊基
- 普尼-马塔（约1700年—？在位）
- 帕图阿-瓦鲁
- 加利加
- 福基-马塔（？—约1874年在位）
- 帕基埃托（约1874年—约1875年在位）
- 图伊-托加（1885年3月2日—1887年6月13日在位）
- 法塔-阿-伊基（英语：Fata-a-iki）（1888年11月—1896年在位）
- 托吉亚-普鲁-托阿基（英语：Togia-Pulu-toaki）（1898年6月30日—？在位）